# 클란탄 FA

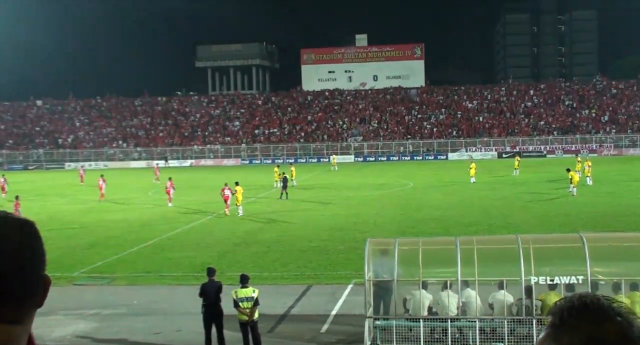

클란탄 FA(말레이어: Kelantan Football Association)는 말레이시아의 클란탄주 코타바루를 연고지로 하는 축구 클럽이다. 1946년 창단 되었으며 2009년부터 말레이시아 슈퍼리그에 참가하고 있다. 트렝가누와 라이벌 관계를 구축하고 있다. 2012년엔 국내 3개 대회인 리그와 FA컵 컵대회 모두 우승 하였다.

## 기타
경남 FC의 도동현 선수가 2018년에 이 클럽에서 뛴 적이 있다.

## 역대 감독
| 감독   | 임기 |
| ------ | ---- |
| 최문식 | 2023 |